# Čchö Son-ho
Čchö Son-ho (* 24. června 1977) je bývalý korejský zápasník–judista.

## Sportovní kariéra
V širším výběru jihokorejské reprezentace se pohyboval od roku 1997 v polostřední váze do 81 kg. V roce 2000 neuspěl při korejské olympijské nominaci na olympijské hry v Sydney. Od roku 2002 koketoval s vyšší střední váhou do 90 kg. Do olympijského roku opět shazoval do polostřední váhy a nakonec neuspěl při korejské olympijské nominaci na olympijské hry v Athénách. Nominace na olympijské hry se dočkal napotřetí v roce 2008. Na olympijských hrách v Pekingu však nezvládl zápas úvodního kola s mohutným Egypťanem Hišámem Misbahem. Sportovní kariéru ukončil v roce 2010. Věnuje se trenérské a rozhodcovské práci.

### Vítězství
- 2001 - 1x světový pohár (Čedžu)
- 2002 - 1x světový pohár (Čching-tao)
- 2005 - 2x světový pohár (Budapešť, Hamburk)
- 2006 - 2x světový pohár (Čching-tao, Čedžu)

## Výsledky
| Turnaj            | 1998             | 1999             | 2000             | 2001             | 2002             | 2003         | 2004         | 2005         | 2006         | 2007         | 2008         |
| Turnaj            | 21               | 22               | 23               | 24               | 25               | 26           | 27           | 28           | 29           | 30           | 31           |
| Turnaj            | polostřední váha | polostřední váha | polostřední váha | polostřední váha | polostřední váha | střední váha | střední váha | střední váha | střední váha | střední váha | střední váha |
| ----------------- | ---------------- | ---------------- | ---------------- | ---------------- | ---------------- | ------------ | ------------ | ------------ | ------------ | ------------ | ------------ |
| Olympijské hry    |                  |                  | —                |                  |                  |              | —            |              |              |              | úč.          |
| Mistrovství světa |                  | —                |                  | —                |                  | úč.          |              | —            |              | úč.          |              |
| Asijské hry       | —                |                  |                  |                  | —                |              |              |              | —            |              |              |
| Mistrovství Asie  |                  | —                | 5.               | —                |                  | 2.           | —            | —            |              | 1.           | 3.           |
| Akademické MS     | úč.              |                  | —                |                  | —                |              | —            |              |              |              |              |